# Albert von Seckendorff
Albert Evan Edwin Reinhold von Seckendorff (né le 11 mars 1849 à Ebersdorf - mort le 28 juin 1921 au château de Brand (de) près de Marktredwitz) est un officier de marine allemand, un diplomate et un maréchal de la cour du prince Henri de Prusse. 

## Biographie
Il est le fils d'Adolf von Seckendorff (de). En 1890, Otto von Bismarck charge Seckendorff, vice-consul d'Allemagne à Tianjin, de défendre les intérêts de l'AG Vulcan Stettin. Seckendorf parvient à obtenir des renseignements du général Li Hongzhang sur les délibérations à la cour et intervient en faveur de l'AG Vulcan Stettin auprès du vice-roi Liu Kungyi Nanyang für die AG Vulcan Stettin aus. Entre son séjour à Shantou et à Tianjin, Seckendorff achète le château Brand en 1890 alors propriété de Johanna von Voß, née baronne von Beust.
Le 7 mai 1888, Seckendorff reçoit la charge de maréchal de cour du prince Heinrich von Preußen avant d'être intronisé officiellement le 13 novembre. Il reste à ce poste jusqu'à la fin de la monarchie en Allemagne le 5 novembre 1918. Au début de l'année 1902, Seckendorff accompagne Henri de Prusse dans une visite d'État aux États-Unis. En 1913 et 1915, Seckendorff obtient des audiences auprès de Sun Yat-sen lors de missions diplomatiques.
Du 31 juillet 1914 au 24 janvier 1918, il est mis à disposition du commandant suprême des forces armées en mer Baltique.